# Epimedium dewuense
Epimedium dewuense är en berberisväxtart som beskrevs av S.Z.He, Probst och W.F.Xu. Epimedium dewuense ingår i släktet sockblommor, och familjen berberisväxter. Inga underarter finns listade i Catalogue of Life.